# Lisa Morzenti
Lisa Morzenti, née le 23 janvier 1998 à Seriate, est une coureuse cycliste italienne. En 2016, elle est championne d'Europe et vice-championne du monde du contre-la-montre juniors.

## Biographie
Elle vit à Pedrengo. Elle commence le cyclisme à l'âge de huit ans.
Durant sa carrière, elle obtient ses meilleurs résultats en contre-la-montre. Elle arrête sa carrière à l'issue de la saison 2019, à 21 ans.

## Palmarès sur route

### Par année
- 2013
  -  Médaillée d'or du contre-la-montre au Festival olympique de la jeunesse européenne.
- 2015
  -  Championne d'Italie du contre-la-montre juniors
- 2016
  -  Championne d'Europe du contre-la-montre juniors
  -  Médaillée d'argent au championnat du monde du contre-la-montre juniors
  - 2e du championnat d'Italie du contre-la-montre juniors
  - 2e du Chrono des Nations-Les Herbiers-Vendée juniors
- 2018
  -  Médaillée d'argent du contre-la-montre des Jeux méditerranéens
- 2019
  - Trophée Antonietto Rancilio
  - 2e du Tour de Taiyuan
  - 3e du Tour de l'île de Zhoushan I

### Classements mondiaux
| Année                                 | 2018 | 2019 |
| ------------------------------------- | ---- | ---- |
| Classement UCI                        | 663e | 234e |
|                                       |      |      |
| Légende : nc = non classéSource : UCI |      |      |